# Manolescu
Manolescu (Manolescu - Der König der Hochstapler) è un film muto del 1929 diretto da Viktor Turžanskij.

## Produzione
Il film fu prodotto dall'Universum Film (UFA)

## Distribuzione
Distribuito in Germania dall'Universum Film (UFA), il film fu presentato in prima a Berlino il 22 agosto 1929. In Italia venne distribuito nel marzo 1930.